# Музил (Порденоне)
Музил је насеље у Италији у округу Порденоне, региону Фурланија-Јулијска крајина.
Према процени из 2011. у насељу је живело 971 становника. Насеље се налази на надморској висини од 25 м.